# Memorial Rik Van Steenbergen 1994
Il Memorial Rik Van Steenbergen 1994, quarta edizione della corsa, si svolse il 3 agosto 1994 su un percorso di 220 km, con partenza e arrivo ad Aartselaar. Fu vinto dall'uzbeco Džamolidin Abdužaparov della Polti-Vaporetto davanti al belga Jean-Pierre Heynderickx e al belga Tom Steels.

## Ordine d'arrivo (Top 10)
| Pos. | Corridore               | Squadra                     | Tempo    |
| ---- | ----------------------- | --------------------------- | -------- |
| 1    | Džamolidin Abdužaparov  | Polti-Vaporetto             | 5h02'00" |
| 2    | Jean-Pierre Heynderickx | Collstrop-Willy Naessens    |          |
| 3    | Tom Steels              | Vlaanderen 2002-Eddy Merckx |          |
| 4    | Wim Omloop              | Lotto                       |          |
| 5    | Silvio Martinello       | Mercatone Uno-Medeghin      |          |
| 6    | Ludo Dierckxsens        | Saxon-Selle Italia          |          |
| 7    | Danny Daelman           | Wordperfect                 |          |
| 8    | Jeroen Blijlevens       | TVM-Bison Kit               |          |
| 9    | Willy Willems           | Zetelhallen                 |          |
| 10   | Andreas Kappes          | Trident-Schick              |          |